# سانتایلاریو دلو ایونیو
سانتایلاریو دلو ایونیو (به ایتالیایی: Sant'Ilario dello Ionio) یک کومونه در ایتالیا است که در استان رجو کالابریا واقع شده‌است. سانتایلاریو دلو ایونیو ۱۳٫۸ کیلومتر مربع مساحت و ۱٬۳۴۶ نفر جمعیت دارد.